# Liste der Baudenkmäler in Übach-Palenberg
Die Liste der Baudenkmäler in Übach-Palenberg enthält die denkmalgeschützten Bauwerke auf dem Gebiet der Stadt Übach-Palenberg im Kreis Heinsberg in Nordrhein-Westfalen (Stand: Juni 2021). Diese Baudenkmäler sind in der Denkmalliste der Stadt Übach-Palenberg eingetragen; Grundlage für die Aufnahme ist das Denkmalschutzgesetz Nordrhein-Westfalen (DSchG NRW).

| Bild                             | Bezeichnung                      | Lage                                          | Beschreibung | Bauzeit                              | Eingetragen seit  | Denkmal- nummer |
| -------------------------------- | -------------------------------- | --------------------------------------------- | --- | ------------------------------------ | ----------------- | --------------- |
| weitere Bilder                   | Rimburger Mühlen                 | Rimburg Bruchhausener Straße Karte            | Datierung: im Kern wohl 18. Jahrhundert; ehemals zur Rimburg gehörig; zweigeschossig in Backstein, weiß geschlämmt. Die heutigen Bauteile sind im Wesentlichen aus dem 19. Jahrhundert. | 18. Jh.                              | 23. März 1984     | 10 Wikidata     |
| weitere Bilder                   | Alte Katholische Pfarrkirche     | Frelenberg Annabergstraße Karte               | Datierung: Der Westteil und der dreigeschossige Turm sind aus dem 18. Jahrhundert; der Mittelteil des Langhauses aus Bruchstein ist noch spätgotisch. Die Ostpartie wurde im 19. Jahrhundert ausgebaut. Einschiffiger Bau in Bruchstein und Backstein, mit einem Westturm und einem späteren Chorbau, weiß geschlämmt. Um die Kirche herum liegt der Friedhof mit einigen alten Steinen vom 17. Jahrhundert etwa an. | 18. Jh.                              | 23. März 1984     | 2 Wikidata      |
| weitere Bilder                   | Wasserturm der ehemaligen Zeche  | Palenberg Berghalde Karte                     | Wasserturm ca. 500 m³ fassender Kugelbehälter, ruhend auf sechseckigem als Raumfachwerk ausgebildetem Standgerüst. Besonderes Merkmal ist die aufwändig gestaltete Lüfterlaterne mit der geschweiften Überleitung zum Kugelbehälter, dem fast tambourartigen Aufbau mit rundbogig geschlossenen Lamellenöffnung und haubenförmiger Bedachung. Überdurchschnittlich ausgeprägt sind die Betriebsstege in Höhe des Auflageringes am Fußpunkt der Lüfterlaterne. Besonders das Geländer des unteren Steges weist eine nach dem geometrischen Jugendstil zuzuordnende Gestaltung auf. Als einziges erhaltenes gerüsthaft-technisches Element der ehemaligen Zeche trägt der Wasserturm neben dem Verwaltungs- und Lohnhallengebäude in Massivkonstruktion die Erinnerung an den einstigen Bergbau, dessen sonstige Bestandteile bereits verschwunden sind. Neben dem wissenschaftlichen Wert als Zeugnis historischen Ingenieursbaues besitzt der Wasserturm einen hohen städtebaulichen Gestaltwert und ist prägnantes Merkzeichen ehemaligen Bergbaues. | 1912                                 | 20. März 1990     | 18              |
| Rimburger Hof                    | Rimburger Hof                    | Rimburg Bruchhausener Straße 55 Karte         | Gutshof der Rimburg ("Rimburger Hof"). In den Jahren 1905/06 angelegte und Ersatz eines älteren, vor der Burg gelegenen Hofes (17.–19. Jahrhundert). Geschlossenes Geviert von Wohn- und Wirtschaftsgebäuden, gebaut im Sinne zeitgenössischen Reformarchitektur. Der Gutshof galt in der zeitgenössischen Literatur funktional und architektonisch als "Musterhof". Die stattliche Größe und die qualitätsvolle Baugestaltung machen den Rimburger Hof zu einem positiv prägenden Bestandteil der historischen Kulturlandschaft rund um die Rimburg. | 1905/1906                            | 12. Oktober 2001  | 32              |
| Hauptverwaltungsgebäude          | Hauptverwaltungsgebäude          | Palenberg Carlstraße Karte                    | Verwaltungsgebäude: mit Ziegelsteinfassaden. Zusammenfassung der beiden weiteren Geschosse durch übergreifende Ziegelsteinrahmung; ornamentaler Ziegelsteinschmuck im Brüstungs- und Sturzfeld. Zurückgesetztes drittes Obergeschoss über Atikagesims mit gestuftem Dachgesims, Flachdach. Akzentuierung des Eingangs durch vorziehen der Achse und durchlaufendes über zwei Geschosse reichen des monumentales Türgewände aus Kalkstein. Im dritten Obergeschoss über dem Partikus die vier Fenster des Konferenzsaales mit gerader Verdachung; Springung des Dachgesims und Höherführung dieser vier Achsen. Zweigeschossige Lohnhalle: mit Glasoberlicht. Im zweiten Obergeschoss Umgang mit anschließenden Büro- und Konferenzräumen. Theatersaal: mit ansteigendem Fußboden im Untergeschoss. | 1928                                 | 10. Januar 1989   | 28              |
| weitere Bilder                   | St.-Petrus-Kapelle               | Palenberg Frankenstraße Karte                 | Datierung: 10. Jahrhundert und 16./17. Jahrhundert; zweischiffige, ursprünglich basilikale Anlage mit rechteckigem Chor und halbrunder Apsis, flach gedeckt. Im 17. Jahrhundert die große Nordvorhalle angebaut und das Seitenschiff durch einen hohen Dreiecksgiebel mit einem Obergeschoss versehen; der im Oberbau steinerne Dachreiter ist auch aus dem 17. Jahrhundert; gebaut in Bruchstein, Kiesel und Stein. | 10. Jahrhundert, 16./17. Jahrhundert | 23. März 1984     | 8               |
| Katholische Grundschule Übach    | Katholische Grundschule Übach    | Übach Freiheitstraße 5 Karte                  | Errichtet von 1926 bis 1928 als zwölftklassige katholische Volksschule. Zweigeschossiger Ziegelbau mit vorgezogenen Eckflügeln, nach vorn mit eingespannter Terrasse. Im Erdgeschoss Rundbogenfenster, im Obergeschoss rechteckige Fenster, die Eingänge in den beiden äußeren Achsen mit figürlich gestalteten Stoßblechen (Mäuse der Übacher Mäusesage). In den rückwärtigen Eingängen ebenfalls noch mit originalen Eichentüren. In den Fluren originaler Kunststeinfußboden (eingetiefte Rinnen unter den Garderoben), in den Klassen z. T. noch originales Eichenparkett. In der äußeren Baugestaltung im gemäßigt modern-traditionalistischen Stil mit nach damals reformpädagogischen Maßstäben sehr fortschrittlichem Grundriss, so dass auch die Flure Tageslicht erhalten konnten. Das Gebäude stellt in Größe und Gestalt ein Zeugnis vom Übergang Übach-Palenbergs als ländliche Gemeinde zu einem Industrieort dar. | 1926–1928                            | 30. März 2000     | 31              |
| Gemeinschaftshauptschule         | Gemeinschaftshauptschule         | Übach Friedenstraße 2 Karte                   | Im ersten Bauabschnitt 1928 als sechsklassige katholische Volksschule in städtebaulich markanter Lage an einer Straßenkreuzung in Form eines L-Flügels mit Uhrenturm errichtet. Der 1936 angebaute und 1951 um ein zweites Geschoss aufgestockte Erweiterungsbau ist in Detail weniger qualitätsvoll. Als Baudenkmal gilt nur der erste Bauabschnitt von 1928. Dieser ist ein zweigeschossiger Flügelbau mit Ziegelsteinmauerwerk und schlankem kubischem Uhrenturm; die Uhr ist heute verloren. Im Inneren des Gebäudes ist die Treppe mit schlichtem Metallgeländer in funktionalistisch-geometrischer Formsprache und im Obergeschossflur der "Steinholz"-Fussboden hervorzuheben. Im kurzen südlichen Flügel befand sich ursprünglich die Lehrerwohnung. Mit der markanten Eckstellung zur Straßenkreuzung, auf die hin Turm und Eingang angeordnet sind, ist die ehemals intendierte zentrumsbildende Funktion immer noch ablesbar. | 1928                                 | 30. März 2000     | 30              |
| Hofgebäude                       | Hofgebäude                       | Frelenberg Geilenkirchener Straße 74 Karte    | Datierung: Kern wohl um 1800; dreiflügeliger Hof in Backstein, Wohnhausfront verputzt, Wohnhaus zweigeschossig, frontseitig in vier Achsen, Krüppelwalmdach. An der Fassade ist in Ankersplinten die Jahreszeit 1812 (?) erkennbar | 1812                                 | 23. März 1984     | 4               |
| weitere Bilder                   | Katholische Kirche Scherpenseel  | Scherpenseel Heerlener Straße 160 Karte       | Datierung: Ende 19. Jahrhundert; dreischiffige, neugotische Backstein-Basilika, mit vorgesetztem Westturm, von den ursprünglichen Ausstattungsstücken sind u. a. erhalten: Altäre, Beichtstühle, Kirchenstühle, Orgel Glasfenster sowie eine wohl spätgotische Figurengruppe in Holz: Heilige Anna. | 1895                                 | 23. März 1984     | 11              |
| Hofanlage                        | Hofanlage                        | Scherpenseel Heerlener Straße 67 Karte        | Datierung: 18., 19., 20. Jahrhundert; dreiflügeliger Hof in Backstein, im Kern 18. Jahrhundert, giebelständiges Wohnhaus mit Schweifgiebel, zweigeschossig in drei Achsen, mit 2 Fensterachsen im Giebel. Die niedrigen Seitenflügel zur Straße hin sind für Wohnzwecke umgewandelt. Datumkorrektur - nach der Inschrift in der hölzernen Türrahmung 1678 datiert. Die Wirtschaftsflügel wurden im 19. Jahrhundert umgebaut; das Wohnhaus wurde zum Teil noch verändert. | 18. Jahrhundert                      | 23. März 1984     | 12              |
| Hofanlage                        | Hofanlage                        | Scherpenseel Heerlener Straße 80 Karte        | Datierung: 18. Jahrhundert; dreiflügeliger Hof in Backstein, giebelständiges Wohnhaus, zweigeschossig in drei Achsen mit zwei Giebelgeschossen. Daneben ein ebenfalls zu Wohnzwecken gebauter Flügel, zweigeschossig, die Fensterumrahmungen wohl in Werkstein. | 18. Jh.                              | 23. März 1984     | 13              |
| Wegekreuz                        | Wegekreuz                        | Holthausen Holthausener Straße 36 Karte       | Datierung: Zweite Hälfte des 19. Jahrhunderts. Beschreibung: Holz mit Korpus auf Zementsockel | zweite Hälfte des 19. Jahrhunderts   | 23. März 1984     | 1               |
| Backsteinstützmauern             | Backsteinstützmauern             | Übach Kirchberg Karte                         | Die 1925 errichteten Backsteinstützmauern sind Teil des Denkmalensembles Kirche, Pfarrhaus und Ortskern von Übach. In ihrer Pfeilergliederung mit der Nischenausbildung im Füllmauerwerk sind die Mauern prägend für den Kirchweg zum Kirchberg hinauf. Damit sind sie bedeutend für die Bürger von Übach und ihrer Geschichte. Die Erhaltung liegt aus wissenschaftlichen Gründen, besonders bau- und ortsgeschichtlichen Gründen im öffentlichen Interesse. | 1925                                 | 16. Dezember 1986 | 27              |
| Hochkreuz auf dem Friedhof       | Hochkreuz auf dem Friedhof       | Übach Kirchplatz Karte                        | Das Hochkreuz steht am Rande des Kirchhofes. Das Kreuz hat eine neu romanische Form auf einem kreuzförmigen Sockel mit Inschrift. Errichtet 1885; stand bis Januar 1976 (teilweise Zerstörung durch Sturm) weiter östlich. Wiedererrichtet 1978, mit neuem Bronzekorpus versehen. | 1885                                 | 23. März 1984     | 23              |
| Turm und Umfassungsmauer         | Turm und Umfassungsmauer         | Übach Kirchplatz Karte                        | Datierung: 1581; der Turm wurde 1944 zum Teil zerstört und Anfang der 50er Jahre instand gesetzt. Das völlig zerstörte Langhaus wurde durch einen Neubau ersetzt. Um die Kirche herum teilweise eine Mauer aus Ziegelstein mit Sandsteinschichten. | 1581                                 | 23. März 1984     | 14              |
| Torbogen auf dem Friedhof        | Torbogen auf dem Friedhof        | Übach Kirchplatz Karte                        | Der Torbogen zum ehemaligen Kirchhof von St. Dionysius ist an die etwa gleichaltrige Kirchmauer angebaut. Er weist eine Bauart - Ziegelmauer mit Sandsteinschichtengliederung- auf, wie sie in dieser Gegend im 16. u 17. Jahrhundert errichtet wurde. | 16. und 17. Jahrhundert              | 23. März 1984     | 22              |
| Hofanlage                        | Hofanlage                        | Übach Kirchplatz 7 Karte                      | Datierung: 18. Jahrhundert; dreiflügelige Backsteinhofanlage, weiß geschlämmt, zwei Geschosse, vier Achsen, daneben Flügel mit Treppengiebel. | 18. Jh.                              | 23. März 1984     | 16              |
| Katholisches Pfarrhaus Übach     | Katholisches Pfarrhaus Übach     | Übach Kirchplatz 8 Karte                      | Datierung: 1852 (Ankersplinte) 1854 Torkeilstein; zwei Geschosse, fünf Achsen, Backstein, grau geschlämmt. | 1852                                 | 23. März 1984     | 15              |
| weitere Bilder                   | Katholische Kirche Palenberg     | Palenberg Kirchstraße 23b Karte               | Datierung: 1930; dreischiffiger moderner basilikaler Bau mit erhöhtem Chorteil und Westbau, außen Backstein, innen verputzt mit Flachdecke; die Kirchenbänke von der zeitgenössischen Ausstattung noch erhalten; weiterhin eine gotische Mutter Gottes mit Kind in Holz; zum Platz hin seitlich ein Arkadengang, der zum Pfarrhaus führt, zugehörig, wenn auch weitgehend erneuert, das Pfarrhaus. An der Kirche mit Walmdach ist seitlich ein Turm angebaut. Unter der Kirche der Pfarrsaal. | 1930                                 | 23. März 1984     | 6               |
| Chorraum der Katholischen Kirche | Chorraum der Katholischen Kirche | Marienberg Klosterstraße Karte                | Der Chorraum der Marienkirche mit seinen zwei Jochen mit dreiseitigem Schluss und den einfachen Strebepfeilern stammt in Teilen noch aus dem 15. Jahrhundert. Der Turm aus gleicher Zeit wie auch der Saalbau des 18. Jahrhunderts sind dem Krieg zum Opfer gefallen und durch einen Neubau ersetzt. Der Chor ist aus Ziegelmauerwerk. | 15. und 18. Jahrhundert              | 23. März 1984     | 24              |
| weitere Bilder                   | Erlöserkirche                    | Palenberg Maastrichter Straße Karte           | Datierung: 1932; verputzter Kastenbau mit schmalen, doppelt angeordneten Rundbogenfenstern und einem eingezogenen Westturm; unter dem Kirchraum der Gemeindesaal. | 1932                                 | 23. März 1984     | 7               |
| BW                               | Altes Rathaus                    | Übach Marktplatz 20 Karte                     | Es handelt sich um das einzige kommunale Bauwerk aus dem 19. Jahrhundert und steht in enger geschichtlichen Verbindung mit der ehemaligen Gemeinde Übach. Zum Beginn des vorigen Jahrhunderts wurde das Gebäude zu Verwaltungszwecken der Bürgermeisterei Übach genutzt. Übach gab 1846 seine Selbstständigkeit auf und wurde bis 1924 vom "Samtverband Baesweiler" mitverwaltet. Der Baesweiler Bürgermeister hielt dort seine Sprechstunden ab. 1925 wurde Übach wieder "selbstständige Verwaltung". Über die Bildung der Großgemeinde Übach-Palenberg, bestehend aus den Bürgermeistereien Übach, Scherpenseel und Frelenberg im Jahre 1935 hinaus, wurde das Gebäude bis 1938 als Verwaltungssitz genutzt. | 1928                                 | 30. März 2000     | 29              |
| weitere Bilder                   | Schloss Rimburg                  | Rimburg Karte                                 | Die Burg wurde im 12. Jahrhundert mit mächtigem Bergfried errichtet. Im 13. Jahrhundert wurde die Anlage nach einer Zerstörung in der Fehde zwischen Limburg und Brabant wieder errichtet, mit vier Flankierungstürmen und einem äußeren Befestigungsgürtel. Oftmaliger Wechsel der Besatzung von Jülicher Fehde bis ins Ende des 17. Jahrhunderts hatten die Burg ruiniert. In einer durchgreifenden Instandsetzung wurden die noch heute erhaltenen Decken eingebaut und der Bergfried zum Treppenturm umgestaltet. 1899 erhielt das Schloss durch Johanna von Brauchitsch, nach Plänen von Kleesattel eine barocke Fassade, der südwestliche Flankierturm wurde erhöht und mit einer Haube bekrönt. (Die übrigen Flankiertürme waren bereits Anfang des 19. Jahrhunderts verschwunden). Dazu wurde die Vorburg neu errichtet. Dieser Zeit ist auch die Fachwerkgalerie im Innenhof zuzuordnen sowie die Gebäude für Gärtner und Förster auf der Burginsel und das Grabmal im nahen Wald. Von dem äußeren Befestigungsring des 13. Jahrhunderts ist noch der nördliche Turm in Ziegelstein mit den ihn umlagernden Kasematten erhalten. Im Inneren ist noch ein um die Jahrhundertwende erneuertes Rippengewölbe erhalten, während das damals vorhandene Walmdach inzwischen fehlt. Die ganz in der Nähe einer ehemaligen Römerstraße liegende Burganlage ist aus Gründen seiner Geschichte und des erhaltenen Bestandes ein Denkmal nach § 2 DSchG. | 12. Jh.                              | 22. Juni 1984     | 9               |
| Blausteinportal                  | Blausteinportal                  | Übach Rimburger Straße 18 Karte               | Im Backsteinmauerwerk des Hauses Rimburger Straße 18 befindet sich ein eingemauertes Blausteinprtal aus dem Jahre 1662 mit einer Inschrift. | 1662                                 | 22. August 1986   | 25              |
| Wegekreuz                        | Wegekreuz                        | Übach Rimburger Straße 39 Karte               | Datierung: 19. Jahrhundert; Holz mit Korpus auf Blausteinsockel. | 19. Jh.                              | 23. März 1984     | 17              |
| Wegekreuz                        | Wegekreuz                        | Rimburg Valkerhofstadt Karte                  | Datierung: Mitte zweite Hälfte des 19. Jahrhunderts; Blausteinsockel mit Metallkreuz mit Korpus. | Mitte zweite Hälfte 19. Jahrhundert  | 23. März 1984     | 5               |
| Wegekreuz                        | Wegekreuz                        | Zweibrüggen Weg zum Schloss Zweibrüggen Karte | Datierung: 1896; Blausteinkreuz mit Metallkorpus, im Sockel die Jahreszahl. | 1896                                 | 23. März 1984     | 20              |
| Wegekreuz                        | Wegekreuz                        | Frelenberg Wurmstraße, Heckstraße Karte       | Datierung: 1900; Werksteinkreuz mit Korpus, Korrektur Sockel in Kunststein mit Marmorplatte und Inschrift wohl Anfang 20. Jahrhundert. | 1900                                 | 23. März 1984     | 3               |
| weitere Bilder                   | Schloss Zweibrüggen              | Zweibrüggen Zweibrüggen 40-42 Karte           | Datierung: 18. Jahrhundert mit früheren Bauteilen. Wasserumwehrte Schlossanlage, Herrenhaus zweigeschossig über hohem Sockel in elf Achsen, die drei Achsen polygonal vorspringend und durch einen Turm überhöht, seitlich sechs Achsen, Mansardenwalmdach, weiß geschlämmt mit Blausteinrahmen; die Wirtschaftsflügel in Backstein mit einem Blausteinportal, zum Teil später verändert, der Graben ist zurzeit ausgetrocknet; das Portal bezeichnet 1649; der Wirtschaftshof ist im 19. Jahrhundert verändert. | 1649                                 | 23. März 1984     | 19              |
| Altes Backes                     | Altes Backes                     | Zweibrüggen Zweibrüggen 50 Karte              | Datierung um 1890; das Backstein-Backhaus von Zweibrüggen ist der Rest einer verlorengegangenen Hofanlage. Backhaus und anschließender Backofen sind weitestgehend erhalten. Beide Bauteile tragen ein Satteldach und sind mit Hohlpfannen gedeckt. | 1662                                 | 22. August 1986   | 26              |
| Zweibrügger Mühle                | Zweibrügger Mühle                | Zweibrüggen Zweibrüggen 85 Karte              | Zweigeschossiges Mühlengebäude in Backstein, z. T. in Fachwerk jetzt in Backstein erneuert, das Mühlrad außen noch vorhanden, das Gebäude selbst mit Walmdach. Datierung: 18., 19. Jahrhundert. | 18. u. 19. Jahrhundert               | 17. August 1992   | 21              |